# Katrin Unterreiner
Katrin Unterreiner (* 1969 in Graz) ist eine österreichische Kunsthistorikerin, Kuratorin und Autorin.

## Leben
Katrin Unterreiner studierte an der Universität Wien Kunstgeschichte sowie anschließend Geschichte, das Studium schloss sie 1997 als Magistra ab.
Anschließend war sie wissenschaftliche Leiterin der Schloß Schönbrunn Kultur- und Betriebsgesellschaft und bis 2007 der Kaiserappartements der Wiener Hofburg sowie Kuratorin des 2004 eröffneten Sisi Museums in der Wiener Hofburg. 2008 kuratierte sie die Ausstellung Die Habsburger – Menschen, Mythen, Monarchen der Oberösterreichischen Landesausstellung in Bad Ischl. Von 2013 bis 2016 betreute sie die Kaiserhaussammlung Plachutta. 2019 begann sie im Zuge eines Forschungsprojektes eine Zusammenarbeit mit dem Schloss Halbturn, wo sie die Sommerausstellungen kuratiert. Für die Musicalproduktion Maria Theresia (2025) der Vereinigten Bühnen Wien wurde sie als Beraterin engagiert.
Ihr Bruder ist der Opernsänger Clemens Unterreiner.

## Publikationen (Auswahl)
- Sisi: Mythos und Wahrheit. Brandstätter-Verlag, Wien 2005, ISBN 978-3-85498-397-2.
- Morphium, Cannabis und Cocain: Medizin und Rezepte des Kaiserhauses, Amalthea-Verlag, Wien 2008, ISBN 978-3-85002-636-9.
- Kronprinz Rudolf: Ich bin andere Wege gegangen – Eine Biografie, styriabooks, 2008, ISBN 978-3-222-13253-7.
- Die Hofburg: Sehenswürdigkeiten Museen Kunstschätze, Fotos von Willfried Gredler-Oxenbauer, styriabooks, 2009, ISBN 978-3-85431-477-6.
- Medizin in Wien: Semmelweis, Billroth und Co., gemeinsam mit Sabine Fellner, Metro-Verlag, Wien 2010, ISBN 978-3-9930060-1-3.
- Frühere Verhältnisse: Geheime Liebschaften in der k. u. k. Monarchie. Amalthea-Verlag, Wien 2010, ISBN 978-3-85002-727-4.
- Die Habsburger: Mythos & Wahrheit. styriabooks, Wien/Graz/Klagenfurt 2010, ISBN 978-3-222-13323-7.
- Sisi: Kaiserin Elisabeth von Österreich. Ein biografisches Porträt. Herder-Verlag, Freiburg/Basel/Wien 2010, ISBN 978-3-451-06214-8.
- Puppenhaus und Zinnsoldat: Kindheit in der Kaiserzeit, gemeinsam mit Sabine Fellner, Amalthea-Verlag, 2012, ISBN 978-3-85002-777-9.
- Sisi und das Salzkammergut. styriabooks, Wien/Graz/Klagenfurt 2013, ISBN 978-3-7012-0140-2.
- Kein Kaiser soll uns stören. Katharina Schratt und ihre Männer, styriabooks, 2014, ISBN 978-3-222-13436-4.
- Das Original-Mayerling-Protokoll der Helene Vetsera: Gerechtigkeit für Mary, gemeinsam mit Georg Markus, Amalthea Verlag, Wien 2014, ISBN 978-3-85002-863-9.
- Kaiser Franz Joseph: Mythos & Wahrheit. Brandstätter-Verlag, Wien 2015, ISBN 978-3-85033-893-6.
- Maria Theresia: Mythos & Wahrheit. styriabooks, Wien/Graz/Klagenfurt 2016, ISBN 978-3-222-13545-3.
- Meinetwegen kann er gehen: Kaiser Karl und das Ende der Habsburgermonarchie, Molden-Verlag, Wien/Graz/Klagenfurt 2017, ISBN 978-3-222-15008-1.
- Franz Joseph. Eine Lebensgeschichte in 100 Objekten. Amalthea-Verlag, Wien 2016, ISBN 978-3-99050-035-4.
- Luziwuzi: das provokante Leben des Kaiserbruders Ludwig Viktor, Molden-Verlag, Wien 2019, ISBN 978-3-222-15033-3.
- Habsburgs verschollene Schätze, Carl Ueberreuter, Wien 2020, ISBN 978-3-800-07752-6.
- „Oh, wie schön sie ist!“ – Sisi, Kleider einer Kaiserin, Carl Ueberreuter, Wien 2022, ISBN 978-3-8000-7787-8.
- Sisi: das geheime Leben der Kaiserin, Carl Ueberreuter, Wien 2023, ISBN 978-3-8000-7851-6.
- Sisi & Co.: Die geheimen Leidenschaften der Habsburger, Carl Ueberreuter, Wien 2024, ISBN 978-3-8000-7862-2.[8][9]

## Filmografie (Auswahl)
- 2006: Elisabeth – Die rätselhafte Kaiserin
- 2016: Heimatleuchten – Der private Kaiser / Der letzte große Kaiser – kein Schmarrn
- 2017: Universum History – Maria Theresia – Majestät und Mutter
- 2018: Universum History – Der Verrat des Kaisers
- 2018–2020: Erbe Österreich (Fernsehdokumentation, sieben Folgen)